# الوند بن یوسف بن حسن قوصون
أبو المظفر الوند بن یوسف بن حسن قوصون (بالفارسية: ابو المظفر الوند بن یوسف بن اوزون حسن) وهو أحد سلاطين الآق قويونلو.
شغل منصب والي شيراز للفترة 14 مارس 1478 — 1498.
حكم بعد مقتل ابن عمه أحمد كوده بالقرب من أصفهان في ديسمبر 1497. استولى على حكم ديار بكر وأذربيجان بينما حكم أخوه محمد أصفهان وفارس وكرمان.
حاول أخوه محمد السيطرة على الحكم خاصة بعد اغتيال أيبه سلطان، لكن رجال قبائل من الموصل ساندوه للسيطرة على حكم ديار بكر. حاول بعده ميزرا محمد (سلطان مراد لاحقا) من السيطرة على الأراضي التي يحكمها الوند بن یوسف لكنه فشل فانتهى النزاع بتوقيع صلح بينهما سنة 1500.
في سنة 1501، غزا إسماعيل الصفوي مدينة شروان والسيطرة على باكو، غزا قلعة نخجوان وعندما وصلت الأخبار إلى الوند بن یوسف انطلق إلى نخجوان مع جيش. كسر إسماعيل الحصار وذهب بسرعة لمحاربة الآق قويونلو. كما أرسل قائده بيري بك الذي هزم قائد الآق قويونلو أمير عثمان في معركة شرور (Q12849799) قرب نخجوان مما أدى إلى انهيار حكم الآق قويونلو، فهرب الوند بن یوسف إلى أرزينجان.
وبعد أن فقد قوته في أذربيجان، هزم قاسم بك في ديار بكر، فواصل حكمه في ديار بكر والمناطق المحيطة بها.
توفي في 1505 في ماردين.